# Ronfe
Ronfe é uma vila portuguesa sede da Freguesia de Ronfe do Município de Guimarães, freguesia com 5,02 km² de área e 4 496 habitantes (censo de 2021), tendo, assim, uma densidade populacional de 895,6 hab./km².
A povoação de Ronfe foi elevada à categoria de vila em 1999.

## Demografia
A população registada nos censos foi:
| Distribuição da População por Grupos Etários | Distribuição da População por Grupos Etários | Distribuição da População por Grupos Etários | Distribuição da População por Grupos Etários | Distribuição da População por Grupos Etários |
| -------------------------------------------- | -------------------------------------------- | -------------------------------------------- | -------------------------------------------- | -------------------------------------------- |
| Ano                                          | 0-14 Anos                                    | 15-24 Anos                                   | 25-64 Anos                                   | > 65 Anos                                    |
| 2001                                         | 906                                          | 747                                          | 2418                                         | 416                                          |
| 2011                                         | 709                                          | 584                                          | 2619                                         | 550                                          |
| 2021                                         | 556                                          | 510                                          | 2512                                         | 918                                          |

## História
Foi sede de concelho (Couto de Ronfe ou Couto de Vermil) até 1834. O pequeno município era constituído pelas freguesias de Ronfe, Vermil, parte de Mogege, e tinha, em 1801, 853 habitantes. Foi seu último juiz-presidente Juliano Ribeiro Bernardes, e último presidente eleito Bento Custodio Machado.
A povoação de Ronfe foi elevada à categoria de vila no dia 13 de Maio de 1999. É uma vila jovem cheia de interesses históricos.
No livro de José Hermano Saraiva especula-se que a Batalha de S. Mamede tenha ocorrido em Ronfe, na zona da quinta de S. Miguel.[carece de fontes?]
Camilo Castelo Branco menciona Ronfe várias vezes nas suas novelas e romances.[carece de fontes?]
Segundo se pode ler no "discurso sobre a conquista do Pegu" (cap. III) de Manuel de Abreu Mousinho, era natural do couto de Ronfe o capitão e aventureiro português Salvador Ribeiro de Sousa (ou Salvador Dias Ribeiro), por vezes chamado "Massinga", ativo na Birmânia no início do século XVII, a quem, segundo o referido autor "os naturais do Pegu elegeram por seu rei no ano de 1600" e por isso geralmente conhecido como "rei do Pegu".[carece de fontes?]
É a terra onde nasceu Aurora Cunha que, ao longo da sua carreira, foi vencedora de importantes troféus em provas de corta-mato, meio-fundo e fundo, tendo sido campeã mundial de estrada em três anos consecutivos — 1984, 1985 e 1986 — e vencido as principais maratonas internacionais.